# Boris Andrejewitsch Pawlow
Boris Andrejewitsch Pawlow (russisch Борис Андреевич Павлов, wiss. Transliteration Boris Andreevič Pavlov; * 21. März 1947 in Nawoloki, Oblast Iwanowo; † 22. Mai 2004) war ein sowjetischer Gewichtheber.

## Werdegang
Boris Pawlow begann 1965 mit dem Gewichtheben. Nach ersten Erfolgen wurde Mustafa Jagly-Ogly, früher selbst ein hervorragender Gewichtheber, sein Trainer. Mit ihm kam Boris gut voran. Beim Großen Preis der UdSSR 1970 in Minsk wurde er, für "Spartak" Donezk startend, durch eine gute Leistung erstmals auch auf internationaler Ebene bekannt. 1969 hatte er schon mit 191 kg im Stoßen seinen ersten Weltrekord im Leichtschwergewicht (damals bis 82,5 kg Körpergewicht) erzielt. 1971 wurde er Weltmeister und 1972 Europameister in derselben Gewichtsklasse. Zusammen mit Waleri Schari wurde er auch bei den Olympischen Spielen 1972 in München eingesetzt. Beide Athleten versagten aber bereits im Drücken, als beide keinen gültigen Versuch zustande brachten und unplatziert ausscheiden mussten. Während Waleri Schari den Olympiasieg 1976 nachholte, war die internationale Laufbahn Boris Pawlows nach München beendet. Seine Landsleute Wladimir Ryschenkow, Waleri Schari und Gennadi Iwantschenko verbauten ihm den Weg zu weiteren internationalen Starts.

## Internationale Erfolge/Mehrkampf
(OS = Olympische Spiele, WM = Weltmeisterschaft, EM = Europameisterschaft, Ls = Leichtschwergewicht, Wettbewerbe bis 1972 im olympischen Dreikampf (OD), bestehend aus Drücken, Reißen und Stoßen, ab 1973 im Zweikampf, bestehend aus Reißen und Stoßen)
- 1970, 4. Platz, Großer Preis der UdSSR in Minsk, Ls, mit 467,5 kg, hinter Boris Selitski, UdSSR, 477,5 kg, Masushi Ōuchi, Japan, 470 kg und György Horváth, Ungarn, 467,5 kg;
- 1971, 1. Platz, Baltic Cup in Lübeck, Ls, mit 475 kg, vor Peter Petzold, DDR, 442,5 kg und Ib Bergmann, Dänemark, 407,5 kg;
- 1971, 1. Platz, WM in Lima, Ls, mit 495 kg, vor Kaarlo Kangasniemi, Finnland, 490 kg und György Horvath, 482,5 kg;
- 1972, 1. Platz, EM in Constanța, Ls, mit 512,5 kg, vor Leif Jensen, Norwegen, 505 kg und Kaarlo Kangasniemi, 495 kg;
- 1972, unplatziert, OS in München, Ls, nach 3 Fehlversuchen im Drücken: Sieger: Leif Jensen, 505 kg.

## Medaillen Einzeldisziplinen
(werden seit 1969 vergeben)
- WM-Goldmedaille: 1971, Stoßen, Ls,
- WM-Silbermedaillen: 1971, Drücken, Ls – 1971, Reißen, Ls.
- EM-Goldmedaillen: 1972, Drücken, Ls – 1972, Stoßen, Ls
- EM-Bronzemedaille: 1972, Reißen, Ls.

## UdSSR-Meisterschaften
- 1971, 3. Platz, Ls, mit 490 kg, hinter Gennadi Iwantschenko, 500 kg und Boris Selitski, 495 kg,
- 1972, 1. Platz, Ls, mit 515 kg, vor Iwantschenko. 510 kg und Wladimir Ryschenkow, 507,5 kg,
- 1973, 3. Platz, Ls, mit 340 kg, hinter Ryschenkow, 352,5 kg und Iwantschenko, 352,5 kg,
- 1974, 2. Platz, Ls, mit 342,5 kg, hinter Ryschenkow, 362,5 kg und vor Igor Kalaschnikow, 335 kg,
- 1975, 2. Platz, Ls, mit 347,5 kg, hinter Waleri Schari, 365 kg und vor Kalaschnikow, 342,5 kg.

## Weltrekorde
- 191 kg, Stoßen, 1969 in Tuapse,
- 507,5 kg, OD, 1970 in Charkow,
- 193 kg, Stoßen, 1971 in Podolsk,
- 198 kg, Stoßen, 1972 in Halmstad,
- 512,5 kg, OD, 1972 in Halmstad,
- 515 kg, OD, 1972 in Tallinn.